# Estany de ses Gambes
L'Estany de ses Gambes és una llacuna salabrosa de caràcter endorreic i permanent situada al Migjorn de Mallorca, a cavall dels municipis de Santanyí i Ses Salines i a 500 metres de la costa de cala en Tugores. Amb 52 ha d'extenció, és la llacuna d'aquestes característiques més gran de l'illa. L'estany de les Gambes es troba en uns relleus Calcaris tabulars extremadament plans situats entre les serres de Llevant i el Cap de ses Salines aquest fet i l'aridesa del clima, faciliten l'estancament de les aigües superficials.
L'origen de les aigües és superficial (allà hi desguassa la conca del Torrent de Camp d'En Vicenç, que amb prou feines recull l'escorrentiu de 1222 ha) i en major part, per aigua freàtica provinent de diferents surgències com la font de la Font Grossa, la Font Petita o la Font Blanca. El clima de la zona és particularment àrid i càlid, hi plou entre 300 i 350 mm anuals i la temperatura mitjana anual sobrepssa els 17 °C. Aquest fet provoca que l'aigua tingui una salinitat elevada fruit de l'evaporació.
La làmina d'aigua està envoltada en major part de salicornars i jonqueres, i en segona línia hi podem trobar savinoses, pinedes i camps de secà. Aquesta llacuna així com els territoris de la península del Cap de Ses Salines, formen part de l'ANEI Cap de ses Salines, espai considerat com a Xarxa Natura 2000. Els seus valors naturals han estat preservats al llarg del temps en part perquè aquests terrenys formen part de la possessió de sa Vall.